# محافظة غوريونغ
محافظة غوريونغ ((هانغل: 고령군): غوريونغ غون) هي محافظة تقع في مقاطعة غيونغسانغ الشمالية، كوريا الجنوبية. وبلغ عدد سكانها 34,655 نسمة، سنة 2015.

## وصلات خارجية
- الموقع الرسمي (بالإنجليزية)